# Барденштейн, Леонид Михайлович
Леони́д Миха́йлович Барденште́йн (род. 4 октября 1945, Москва) — советский, российский психиатр, доктор медицинских наук, профессор, Заслуженный врач Российской Федерации; заведующий кафедрой психиатрии и наркологии Российского университета медицины Министерства здравоохранения Российской Федерации.

## Биография
С 1969 года, по окончании (с отличием) 2-го Московского государственного медицинского института им. Н. И. Пирогова, работает в Российском университете медицины Министерства здравоохранения Российской Федерации:  клинический ординатор кафедры психиатрии, затем последовательно — аспирант, ассистент, доцент, профессор, заведующий (с 1994 года) кафедрой психиатрии и наркологии.

## Научная деятельность
В 1974 году защитил кандидатскую, в 1991 — докторскую диссертацию.
Основные направления научных исследований:
- клиника и терапия аффективных расстройств, острых психозов, пограничных психических расстройств,
- подростковая психопатология.

Леонид Барденштейн состоит в международной коллегии по нейропсихофармакологии (C.I.N.P. — Fellow, since1995 till now) и Европейской ассоциации психиатров (А.Е.Р. — Member, since1995 till now); член Российского общества психиатров. Возглавляет специализированный диссертационный совет при Российском университете медицины Министерства здравоохранения Российской Федерации с 2012 года; член специализированного диссертационного совета при ФМИЦ социальной и судебной психиатрии им. В. П. Сербского с 1995 года. Входит в состав редколлегий «Российского психиатрического журнала», «Российского медицинского журнала», журналов «Психическое здоровье», «Современная терапия психических расстройств», член редакционного совета «Вестника Неврологии,Психиатрии и Нейрохирургии».
Подготовил 8 докторов и 18 кандидатов наук.

## Публикации
Автор более 300 научных и учебно-методических работ, в том числе глав в 9 монографиях и 6 учебниках для студентов высших медицинских учебных заведений и слушателей системы последипломного высшего медицинского образования.

### Книги
- Александровский Ю. А., Барденштейн Л. М., Аведисова А. С. Психофармакотерапия пограничных психических расстройств. — М. : ГЭОТАР Медицина, 2000. — 249 с. ISBN 5-9231-0021-5
- Алешкина Г. А., Барденштейн Л. М. Острые и преходящие психотические расстройства. — Москва, МЕДПРАКТИКА-М, 2017. — 179 с. ISBN 978-5-98803-366-0
- Барденштейн Л. М. Клиника, дифференциально-диагностические и прогностические критерии, лечебно-восстановительные мероприятия при психопатических и психопатоподобных нарушениях поведения у подростков женского пола : Автореф. дис. … д-ра мед. наук / ВНИИ общ. и судеб. психиатрии им. В. П. Сербского. — М., 1991. — 45 с.
- Барденштейн Л. М. Психические нарушения у детей и подростков с врожденной и рано приобретенной глухотой : Автореф. дис. … канд. мед. наук : (14.00.18) / Моск. мед. стоматол. ин-т. — М., 1974. — 23 с.
- Барденштейн Л. М., Можгинский Ю. Б. Патологическая агрессия подростков. — Издание второе, переработанное и дополненное. — Москва, МЕДПРАКТИКА-М, 2005. — 259 с. ISBN 5-98803-020-3
- Ларенцова Л. И., Барденштейн Л. М. Синдром эмоционального выгорания у врачей различных специальностей: психологические аспекты. Федеральное агентство по здравоохранению и социальному развитию, Московский государственный медико — стоматологический университет. Кафедра педагогики и психологии, Кафедра психиатрии и наркологии. Москва, Медицинская книга, 2009. — 142 с. ISBN 978-5-86093-283-9
- Барденштейн Л. М., Алёшкина Г. А., Беглянкин Н. И., Казаковцев Б. А. и др. Клиническая психиатрия. Избранные лекции. Учебное пособие. Под ред. Л. М. Барденштейна, Б. Н. Пивня, В. А. Молодецких. Москва, ИНФРА-М, 2014 , 431 стр. DOI: 10.12737/861 (www.doi.org). ISBN 978-5-16-006541-0 (print) ISBN 978-5-16-100-217-9 (online)
- Барденштейн Л. М. и др. Психопатология познавательной деятельности. Нарушения ощущений, восприятия, памяти, мышления, внимания. Учебное пособие. для студентов стоматологических факультетов медицинских вузов. — Москва, издательская группа «ГЭОТАР-Медиа», 2009. — 61 с.
- Барденштейн Л. М., Алешкина Г. А. Тактика психиатрического обследования и алгоритм написания истории болезни. Учебное пособие (Высшее образование). — Москва., ИНФРА-М, 2014 . — 75 с. ISBN 978-5-16-006122-1 (print), ISBN 978-5-16-100370-1 (online)
- Барденштейн Л. М., Герасимов Н. П., Можгинский Ю. Б., Беглянкин Н. И. Алкоголизм, наркомании, токсикомании. Учебное. пособие. Рекомендуется УМО по медицинскому и фармацевтическому образованию вузов России в качестве учебного пособия для студентов медицинских вузов. Москва, Издательская группа «ГЭОТАР-Медиа», 2007. 55 стр. ISBN 978-5-9704-0387-7
- Барденштейн Л. М., Мкртумян А. М., Алешкина Г. А. Шизофрения и сахарный диабет типа 2 (вопросы коморбидности и психофармакотерапии) : Учебное пособие (Высшее образование). Москва, ИНФРА-М, 2014., 82 стр . ISBN 978-5-16-006573-1
- Барденштейн Л. М., Щербакова И. В., Алешкина Г. А. Расстройства шизофренического спектра: Учебное пособие [для студентов медицинских вузов, ординаторов, интернов, обучающихся по специальности «Психиатрия»] : Соответствует Федеральному государственному образовательному стандарту 3-го поколения. Москва ИНФРА-М, 2016;111 стр. ISBN 978-5-16-009200-3 (print); ISBN 978-5-16-100446-3 (online)

### Статьи
- Bardenstein L., Slavgorodsky Ya., Beglyankin N., Kekelidze D., Aleshkina G. Early recognition of bipolar depression // International Journal of Neuropsychopharmacology, 2016, Vol. 19, Issue Suppl 1, pp. 21–22 DOI: https://doi.org/10.1093/ijnp/pyw043.062
- Mikhaĭlova VV, Panin MG, Bardenshteĭn LM, Klimov BA. [The psychological assessment of patients with congenital and acquired maxillofacial deformities in the pre- and postoperative periods]. Stomatologiia (Mosk). 1997;76(5):35-9. PubMed PMID 9411931.
- Bardenshtein LM. The first National Handbook of Suicidology. Review. Rossiiskii psikhiatricheskii zhurnal // Russian Journal of Psychiatry, (3):43. doi: 10.24411/1560-957X-2019-11927.
- Martenyi F., Zavadenko N.N., Jarkova N.B., Yarosh A.A., Soldatenkova V.O., Bardenstein L.M., Kozlova I.A., Neznanov N.G., Maslova O.I., Petrukhin A.S., Sukchotina N.K., Zykov V.P. Atomoxetine in children and adolescents with attention-deficit/hyperactivity disorder: a 6-week, randomized, placebo-controlled, double-blind trial in Russia // Eur Child Adolesc Psychiatry. 2010 Jan;19(1):57-66. DOI: https://doi.org./10.1007/s00787-009-0042-7. Epub 2009 Jul 1. PubMed PMID 19568826.
- Барденштейн Л. М., Кекелидзе З. И., Макушкин Е. В., Данилова С. В., Панченко Е. А., Бородин В. И. Современный образовательный процесс подготовки врача-психиатра // Российский психиатрический журнал (ISSN 1560-957X), 2015, 5, стр. 4-11.
- Барденштейн Л. М. Алкоголизм и наркомания: вопрос национальной безопасности // Российский Медицинский Журнал (ISSN 0869-2106), 2013, 4 (стр. 3).
- Барденштейн Л. М. Биполярное аффективное расстройство // Российский медицинский журнал, 2009, 2. С. 50-56. ISSN 0869-2106
- Bardenshteуn LM, Aleshkina GA. [Depressive disorders in psychopathological structure of first episode psychosis manifesting in adolescence and young adulthood]. Zh Nevrol Psikhiatr Im S S Korsakova. 2015;115(1 Pt 2):3-6. doi: 10.17116/jnevro2015115123-6. PubMed PMID 25909799.
- Patil S.T., Zhang L., Martenyi F., Lowe S.L., Jackson K.A., Andreev B.V., Avedisova A.S., Bardenstein L.M., Gurovich I.Y., Morozova M.A., Mosolov S.N., Neznanov N.G., Reznik A.M., Smulevich A.B., Tochilov V.A., Johnson B.G., Monn J.A., Schoepp D.D. Activation of mGlu2/3 receptors as a new approach to treat schizophrenia: a randomized Phase 2 clinical trial. // Nat. Med. 2007 Sep; 13(9):1102-7. PubMed PMID 17767166
- Tohen M., Vieta E., Goodwin G.M., Sun B., Amsterdam J.D., Banov M., Shekhar A., Aaronson S.T., Bardenstein L., Grecu-Gabos I., Tochilov V., Prelipceanu D., Oliff H.S., Kryzhanovskaya L., Bowden C. Olanzapine versus divalproex versus placebo in the treatment of mild to moderate mania: a randomized, 12-week, double-blind study. // J. Clin. Psychiatry. 2008 Nov;69(11):1776-89. DOI: https://doi.org./10.4088/jcp.v69n1113 Epub 2008 Oct 7. PubMed PMID 19014751
- Mosolov S. N, Smulevich A. B, Neznanov N. G, Tochilov V. A, Andreev B. V, Avedisova A. S, Bardenshteĭn L. M, Gurovich I. Ia, Reznik A. M, Zharkova N. B, Martenyi F. [The use of mGlu2/3 receptors as a new approach to treat schizophrenia: results of a randomized double-blind trial]// Zh Nevrol Psikhiatr Im S S Korsakova. 2010;110(7):16-23. PubMed PMID 20639852.
- Барденштейн Л. М. Современные подходы к терапии депрессий // Российский медицинский журнал, 2010, 5 (Сентябрь-Октябрь), стр. 28-30. Издательство «Медицина». ISSN 0869-2106
- Iarema I. V, Bardenshteĭn L. M, Matkash N. I. [Complex therapy of pancreatitis in patients with chronic alcoholism]. Anesteziol Reanimatol. 2002 Nov-Dec;(6):58-60. Review. PubMed PMID 12611161.
- Maev IV, Bardenshteĭn L. M, Antonenko O. M, Kaplan R. G. [Psychosomatic aspects of gastrointestinal diseases]. Klin Med (Mosk). 2002;80(11):8-13. Review. PubMed PMID 12516332
- Mashkilleĭson A. L, Perlamutrov Iu. N, Bardenshteĭn L. M. [Pathogenetic problems of psoriasis]. Voen. Med. Zh. 1980 Sep;(9):66-7. PubMed PMID 7434640.
- Matveev V. F, Kurashov A. S, Bardenshteĭn L. M. [Clinical features of several variants of schizophrenia in adolescence. I]. Zh Nevropatol Psikhiatr Im S S Korsakova. 1979;79(10):1403-6. PubMed PMID 494918.
- Matveev V. F, Bardenshteĭn L. M, Kurashov A. S. [Clinico-psychopathologic features of non-process forms of deviant behavior in adolescence]. Zh Nevropatol Psikhiatr Im S S Korsakova. 1979;79(11):1568-73. PubMed PMID 516975.
- Matveev V. F, Bardenshteĭn L. M. [Several patterns of pathologic personality formation in children and adolescents with congenital and early acquired deafness]. Zh Nevropatol Psikhiatr Im S S Korsakova. 1975;75(10):1529-33. PubMed PMID 1210932.

## Награды
- Заслуженный врач Российской Федерации (1998)[1]
- нагрудный знак «Почётный работник высшего профессионального образования Российской Федерации» (2002)[1]
- Почётная грамота Министерства здравоохранения и социального развития Российской Федерации (2008)[1]
- Орден Дружбы (26 декабря 2011) — за достигнутые трудовые успехи и многолетнюю добросовестную работу[1]
- орден Почёта (2019)